# Kazimierz Smoleński (wojskowy)
Kazimierz Smoleński (ur. 9 listopada 1922 w Jackiewiczach, zm. 17 lutego 2009 w Gliwicach) – polski wojskowy, pułkownik Ludowego Wojska Polskiego.

## Życiorys
Urodził się w Jackiewiczach na Wileńszczyźnie. W sierpniu 1944 roku powołany do Armii Czerwonej, służył w niej do grudnia 1944 roku. Wcielony do Wojska Polskiego, wstąpił do Oficerskiej Szkoły Piechoty nr 3 w Inowrocławiu. Po szkole w stopniu podporucznika został skierowany do 9 Zapasowego Pułku Piechoty w Krakowie. Brał udział w walkach z UPA. W roku 1945 otrzymał przydział do 2 Oddziału WOP w Krośnie Odrzańskim, gdzie otrzymał rozkaz sformowania strażnicy w Świecku. Przeniesiony do Dowództwa WOP w Warszawie. Z DWOP w stopniu porucznika został skierowany do 19 Brygady WOP w Kętrzynie na etat zastępcy dowódcy brygady ds. zwiadu. W roku 1951 został przeniesiony na równorzędne stanowisko do 15 Brygady WOP w Koszalinie. Służbę wojskową zakończył w Górnośląskiej Brygadzie WOP w 1964 roku. Ukończył studia ekonomiczne uzyskując tytuł magistra. Przez wiele lat pracował w Instytucie Metali Nieżelaznych na stanowisku szefa służby pracowniczej. Był członkiem Związku Zawodowego Hutników oraz działaczem Ligi Obrony Kraju, a od sierpnia 1981 roku członkiem Koła nr 6 ZBŻZiORWP w Gliwicach. Prowadził kronikę Koła. Zmarł w Gliwicach, pochowany został na Centralnym Cmentarzu Komunalnym w Gliwicach.

## Odznaczenia
- Krzyż Kawalerski Orderu Odrodzenia Polski
- Złoty Krzyż Zasługi
- Srebrny Krzyż Zasługi
- Medal Zwycięstwa i Wolności 1945